# Chorió (Kálymnos)
 (juin 2025).
Chorió (grec moderne : Χωριό) est une localité, ainsi qu'un quartier de la ville de Póthia, située dans le dème de Kálymnos, dans le district régional de Kálymnos, dans la périphérie d'Égée-Méridionale, en Grèce.